# Album amicorum van Samuel Johannes van den Bergh
Het album amicorum van Samuel Johannes van den Bergh is het vriendenboek (album amicorum) van de Haagse drogist, auteur en vertaler Samuel Johannes van den Bergh. Het album - met bijdragen van grote Nederlandse letterkundigen zoals Hendrik Tollens, Carel Godfried Withuys, W.J. Hofdijk, Johannes Immerzeel, en de zeer getalenteerde doch voortijdig overleden Thomas Werndly, maar ook de Deense sprookjesschrijver Hans Christian Andersen - is een van de topstukken van de Koninklijke Bibliotheek.

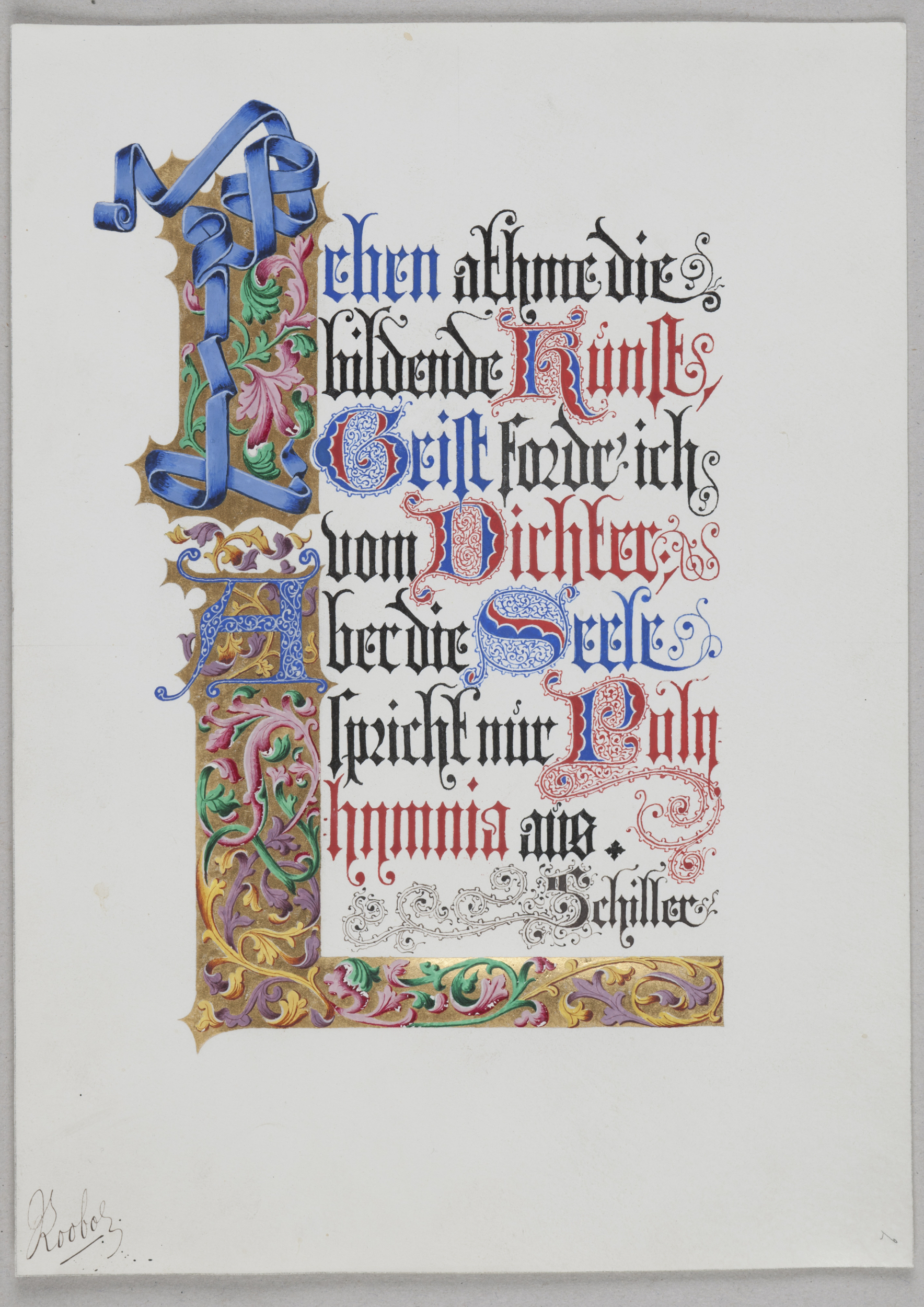
Bijdrage van Dirk Waandert Roobol
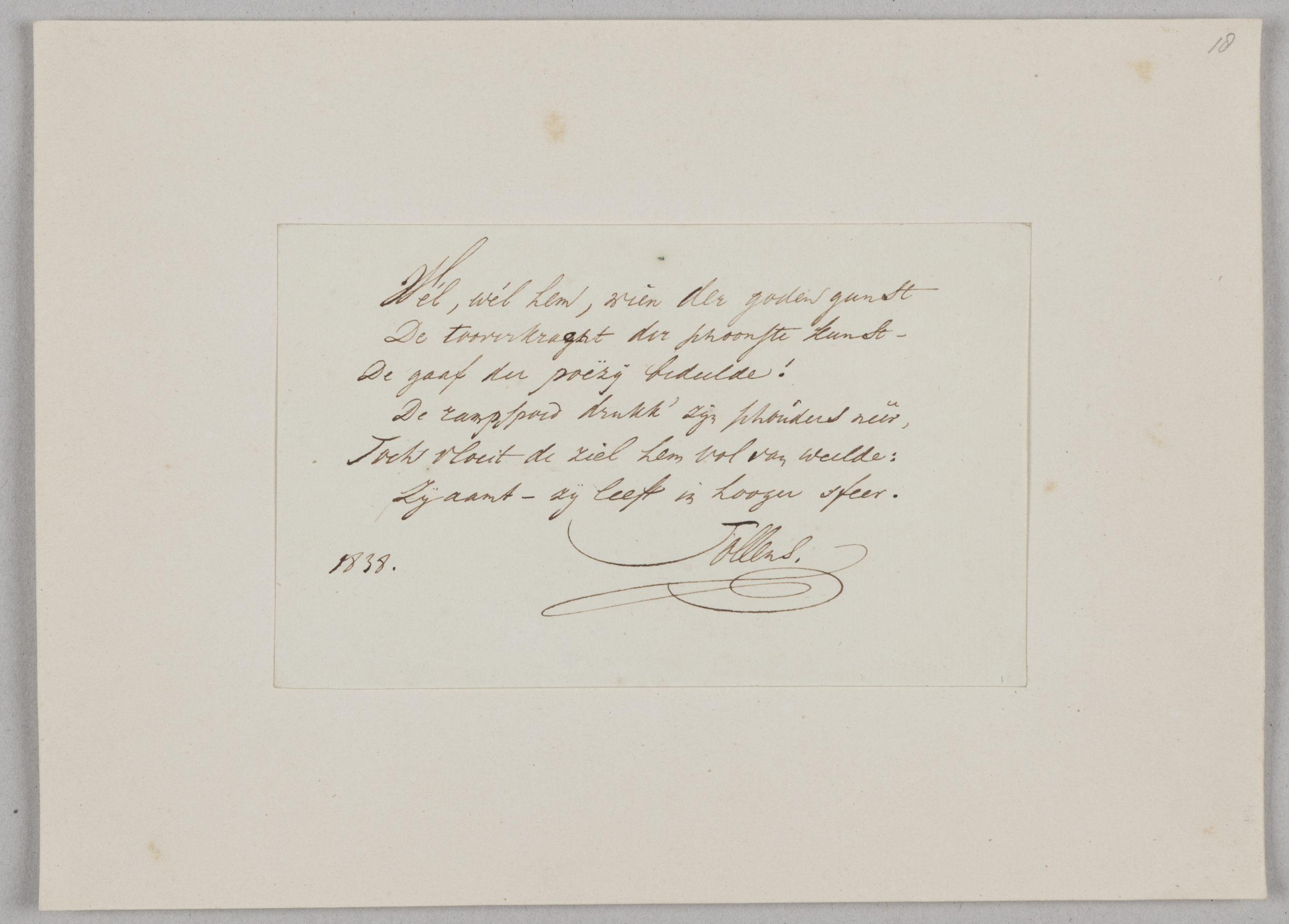
Hendrik Tollens
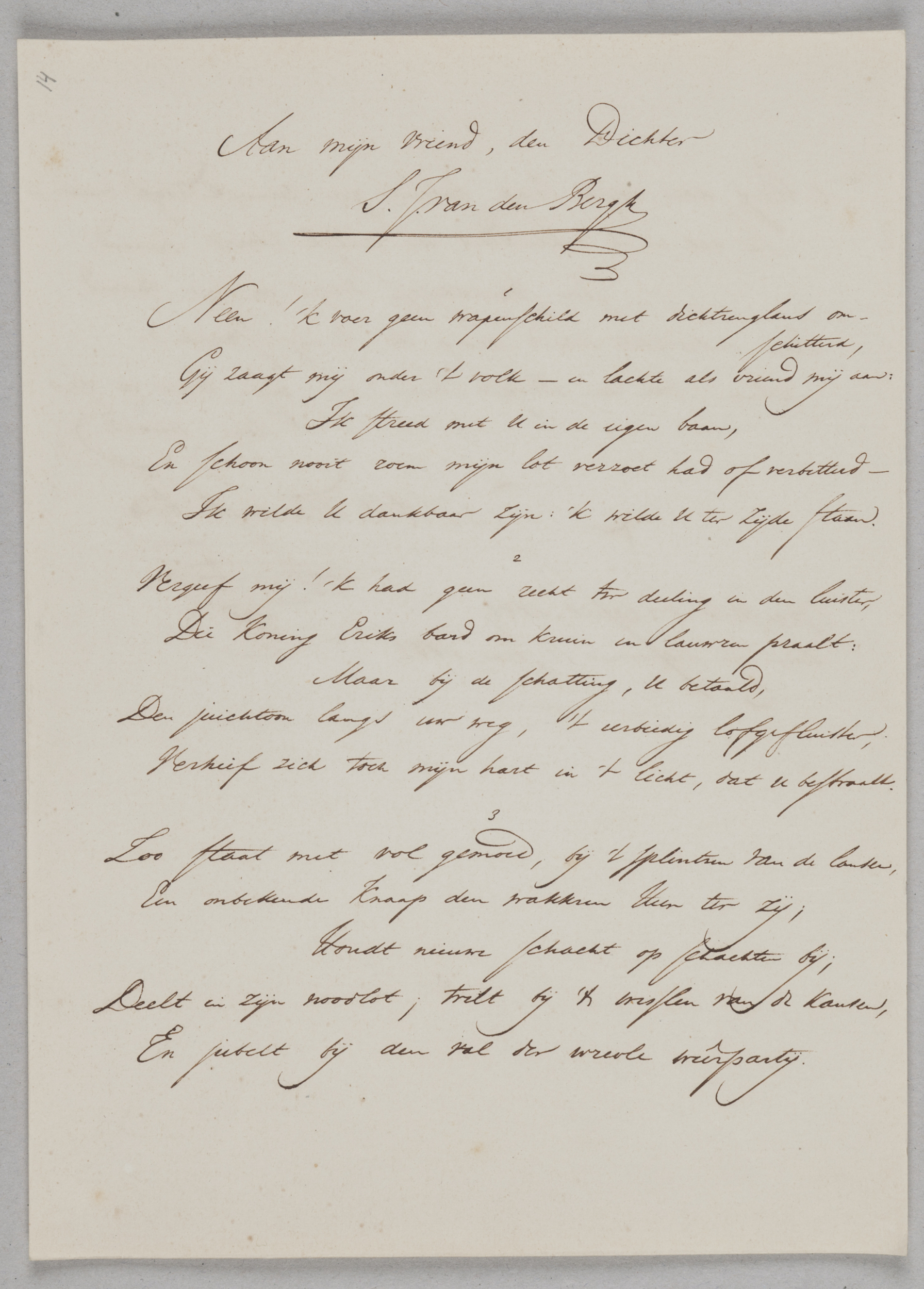
Joseph Alberdingk Thijm
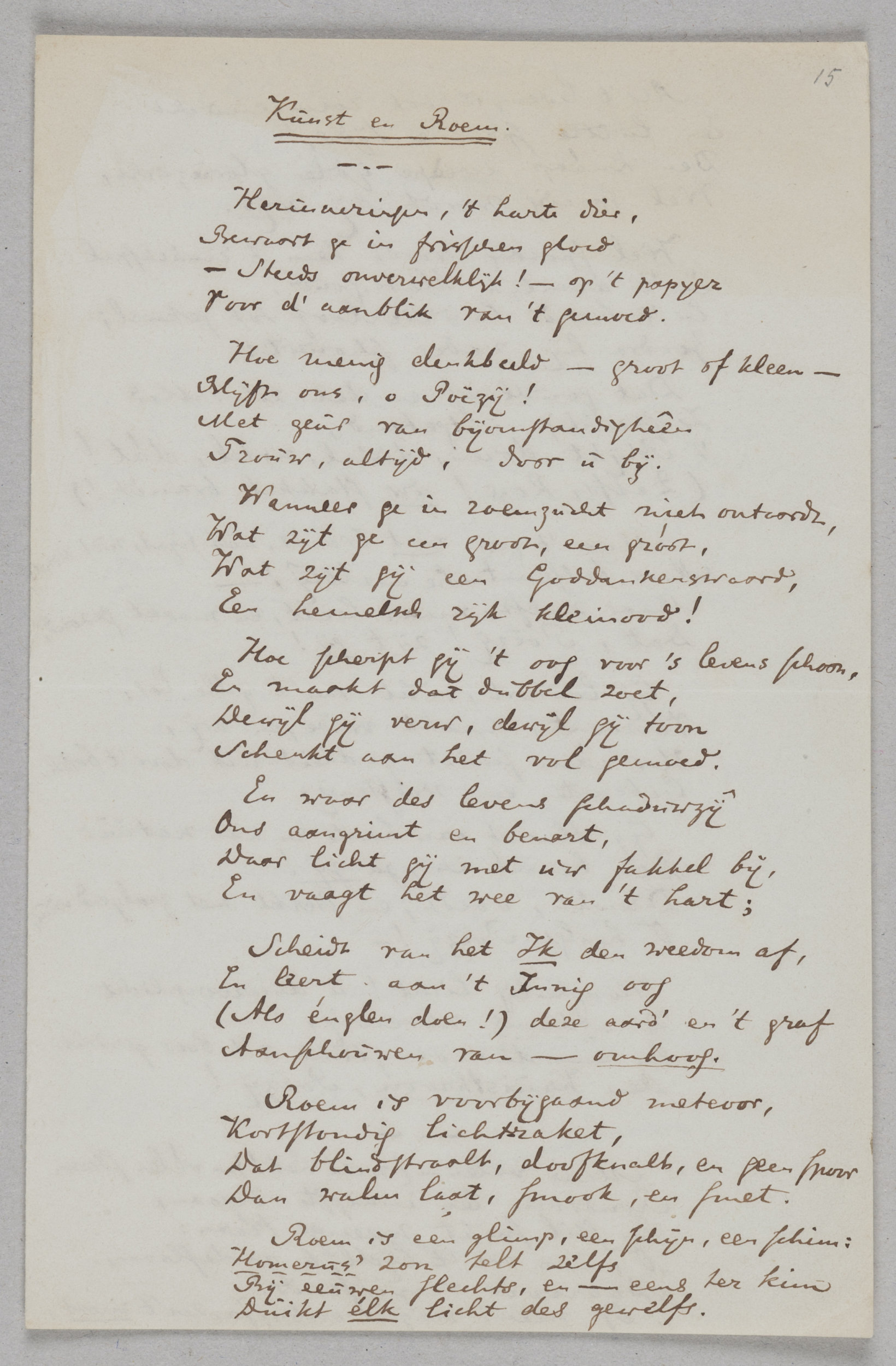
Thomas Werndly
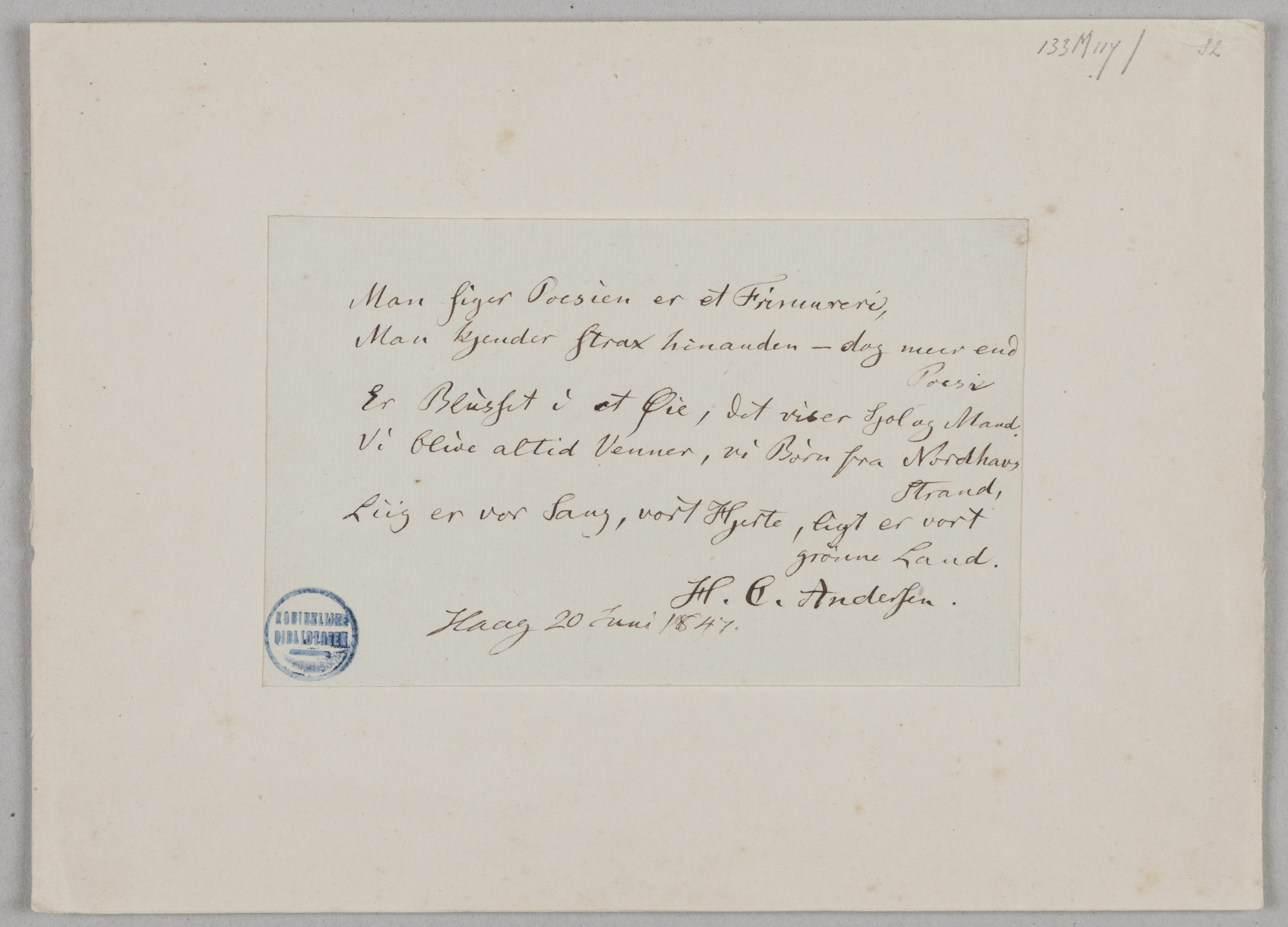
Gedicht van Hans Christian Andersen
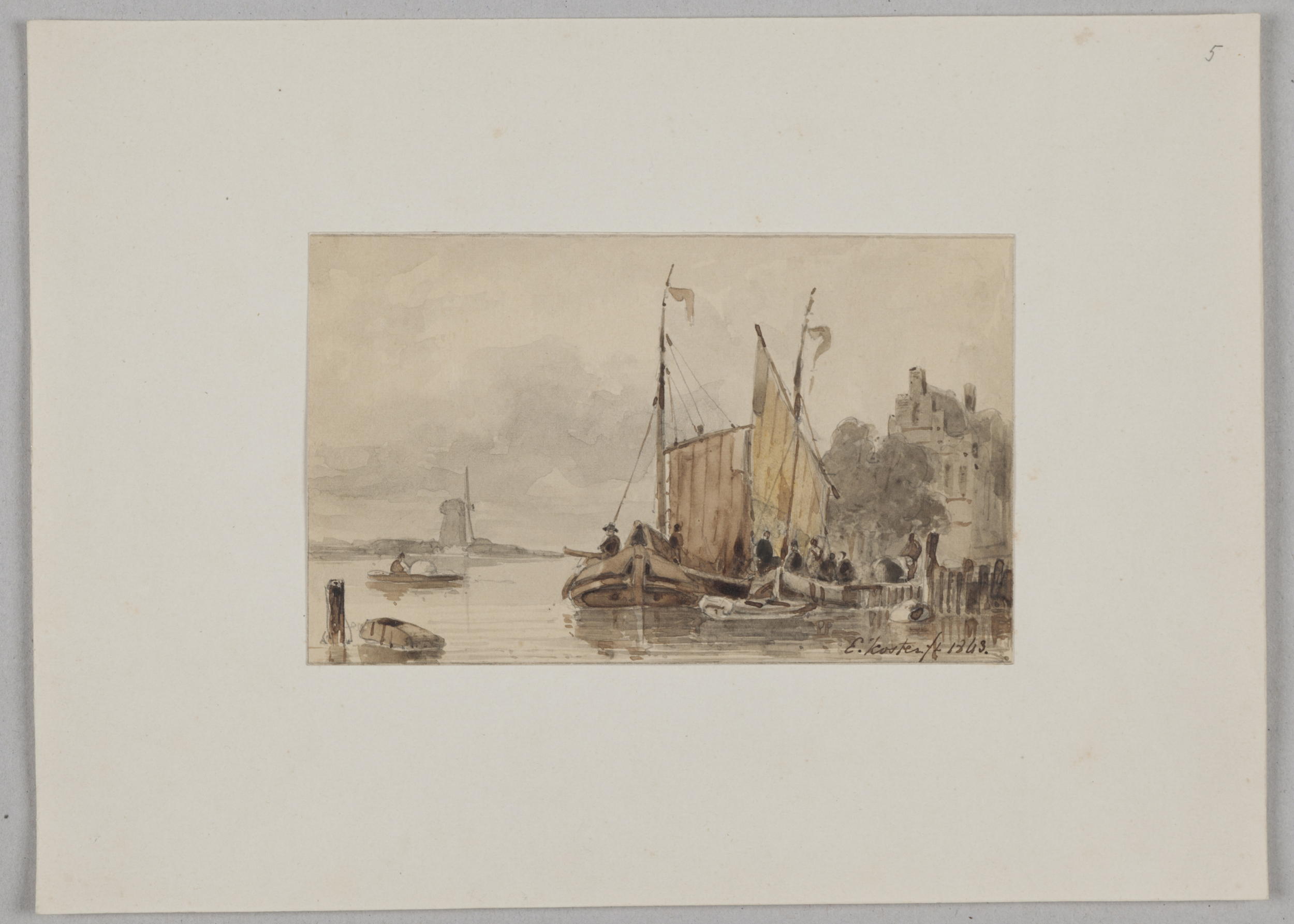
Tekening van Everhardus Koster